# Kittmesser

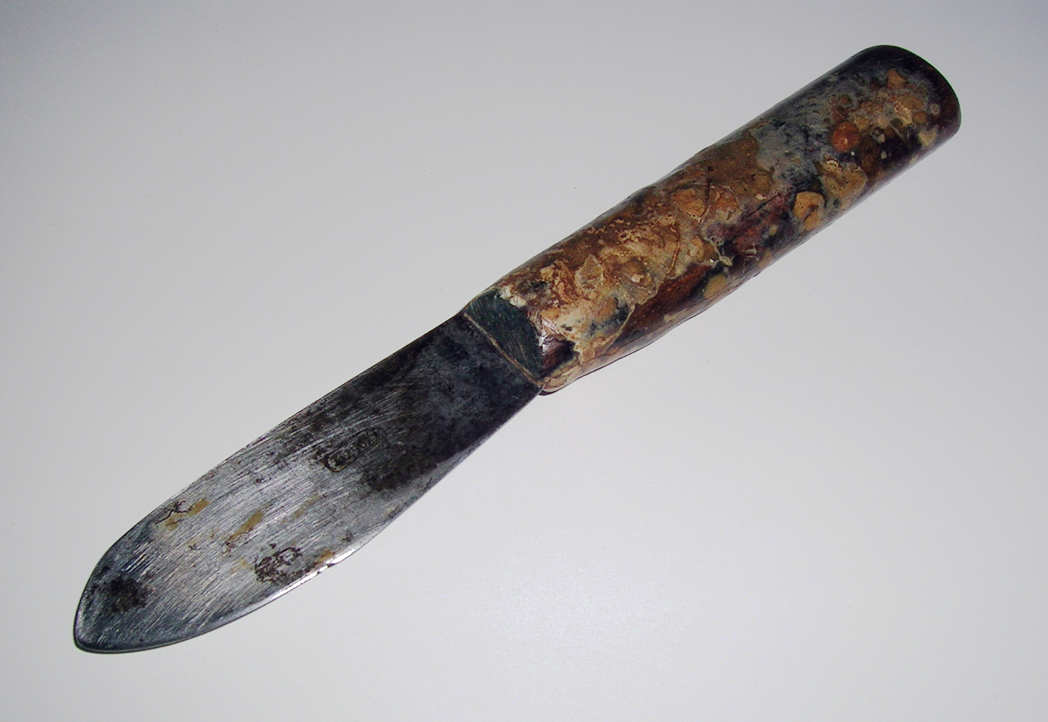
Traditionell verwendetes Kittmesser

Ein Kittmesser ist ein Werkzeug, das traditionell im Glaser-, Maler- und Tischlerhandwerk benutzt wird. Kittmesser werden beim Einsetzen von Glasscheiben in Fenster- und Türrahmen verwendet, um Kitt im Falz eines Rahmens fest zu drücken, in den eine Glasscheibe eingesetzt werden soll. Nach dem Einsetzen der Scheibe auf die Kittschicht im Rahmenfalz kann mit einem Kittmesser eine zweite Schicht Kitt auf die Ränder der Scheibe im Falz aufgetragen, festgedrückt und glattgestrichen werden. Außerdem dienen Kittmesser auch zum Ausbessern und Erneuern von Kittfugen und zum Auskitten von Rissen und schadhaften Stellen in Holzbauteilen. Kittmesser gibt es in verschiedenen Ausführungen mit unterschiedlichen, im Griff durchgehenden und nicht durchgehenden Klingenformen zwischen etwa 20 bis 50 Millimeter Breite und etwa 80 bis 110 Millimeter Länge.